# Prima Divisione 1922-23
El Campeonato Italiano de Fútbol 1922-23 fue la 23.ª edición del torneo. El ganador fue el Genoa, que obtuvo su octavo scudetto.

## Clasificación previa
Debido a la gran cantidad de equipos, se realizó una ronda de clasificación previa.

### Primera ronda
Jugados el 2 de julio de 1922.
| Equipo 1         | Resultado | Equipo 2         |
| ---------------- | --------- | ---------------- |
| Bentegodi Verona | 2-7       | Sestrese         |
| Como             | 1-2       | Piacenza         |
| Derthona         | 3-1(*)    | Vicenza          |
| Enotria Goliardo | 1-2       | Libertas Firenze |
| Internazionale   | 2-0       | Italia Milano    |
| Parma            | 1-2       | Treviso          |
| Pastore Torino   | 4-0       | Viareggio        |
| Rivarolese       | 2-0       | Valenzana        |
| Roman            | 2-1       | Audace Roma      |

(*) Partido invalidado por un error arbitral.
Jugado el 9 de julio de 1922 en Legnano.
| Equipo 1 | Resultado | Equipo 2 |
| -------- | --------- | -------- |
| Derthona | 4-0       | Vicenza  |

### Segunda ronda
| Equipo 1       | Agr.   | Equipo 2         | Ida | Vuelta |
| -------------- | ------ | ---------------- | --- | ------ |
| Brescia        | 2-5(*) | Sestrese         | 2-0 | 0-5    |
| Internazionale | 4-1    | Libertas Firenze | 3-0 | 1-1    |
| Livorno        | 2-0    | Piacenza         | 2-4 | 2-0    |
| Rivarolese     | 2-1    | Venezia          | 0-0 | 2-1    |
| Spezia         | 2-3    | Pastore Torino   | 1-1 | 1-2    |
| Treviso        | 0-2    | Derthona         | 0-1 | 0-1    |

(*) Dado que la regla de gol fuera de casa no se aplicó, se tuvo que recurrir a un desempate
Jugado el 23 de julio de 1922 en Piacenza.
| Equipo 1 | Resultado | Equipo 2 |
| -------- | --------- | -------- |
| Brescia  | 2-0       | Sestrese |

### Tercera ronda
17 de septiembre de 1922.
| Equipo 1         | Resultado | Equipo 2 |
| ---------------- | --------- | -------- |
| Libertas Firenze | 0-2       | Piacenza |
| Sestrese         | 1-0       | Venezia  |
| Spezia           | 3-0       | Treviso  |

### Cuarta ronda
17 de septiembre de 1902 en Bolonia.
| Equipo 1 | Resultado | Equipo 2 |
| -------- | --------- | -------- |
| Piacenza | 0-2       | Spezia   |

### Quinta ronda
24 de septiembre de 1922 en Reggio Emilia.
| Equipo 1 | Resultado | Equipo 2 |
| -------- | --------- | -------- |
| Sestrese | 1-2       | Spezia   |

## Equipos admitidos

### Zona norte
Clasificados de la temporada pasada:
- Alessandria - Alessandria
- Andrea Doria - Génova
- Bologna - Bolonia
- Casale - Casale Monferrato
- Genoa - Génova
- Hellas Verona - Verona
- Juventus - Turín
- Legnano - Legnano
- Mantova - Mantua
- Milan - Milán
- Modena - Módena
- Novara - Novara
- Padova - Padua
- Pisa - Pisa
- Pro Vercelli - Vercelli
- Savona - Savona
- Torino - Turín
- U.S. Milanese - Milán
- Cremonese - Cremona
- Esperia Como - Como
- Lucca - Lucca
- Novese - Novi Ligure
- Petrarca Padova - Padua
- Sampierdarenese - Génova
- Spal - Ferrara
- Speranza Savona - Savona
- U.S. Torinese - Turín
- Udinese - Udine
- Virtus Bologna - Bolonia

Después de la clasificación previa:
- Brescia - Brescia (CCI)
- Derthona - Tortona (CCI)
- Internazionale - Milán (CCI)
- Livorno  - Livorno (*)
- Pastore Torino - Turín (FIGC)
- Rivarolese - Genoa (FIGC)
- Spezia -  La Spezia (CCI)

(*) Unión entre el U.S. Livorno (CCI) y el Pro Livorno (FIGC).

### Zona sur
Clasificados de la temporada pasada:
- Alba Roma - Roma
- Anconitana - Ancona
- Audace Taranto - Taranto
- Bagnolese - Nápoles
- Cavese - Cava de' Tirreni
- Fortitudo Roma - Roma
- Ideale Bari - Bari
- Internaples - Nápoles (*)
- Juventus Audax - Roma
- Lecce - Lecce
- Libertas Palermo - Palermo (*)
- Liberty Bari - Bari
- Mesina - Mesina (*)
- Palermo - Palermo
- Pro Italia Taranto - Taranto
- Savoia - Torre Annunziata
- Stabia - Castellammare di Stabia
- U.S. Romana - Roma

Después de la clasificación previa:
- Roman - Roma

(*) Resultados de uniones:
- Internaples es la unión entre Internazionale Napoli y S. S. C. Napoli.
- Libertas Palermo es la unión entre el antiguo Libertas Palermo y el Azzurra Palermo.
- Mesina es la unión entre S.C. Mesina y Messinese.

## Zona norte

### Clasificaciones

#### Grupo A

##### Clasificación
|     | Equipo          | Pts | PJ | PG | PE | PP | GF | GC | +/- | Comentarios |
| --- | --------------- | --- | -- | -- | -- | -- | -- | -- | --- | ----------- |
| 1.  | Pro Vercelli    | 36  | 22 | 17 | 2  | 3  | 49 | 14 | +35 | Clasificado |
| 2.  | Torino          | 32  | 22 | 14 | 4  | 4  | 59 | 12 | +47 |             |
| 3.  | Sampierdarenese | 28  | 22 | 12 | 4  | 6  | 37 | 22 | +15 |             |
| 4.  | Pisa            | 25  | 22 | 11 | 3  | 8  | 43 | 33 | +10 |             |
| 5.  | Hellas Verona   | 24  | 22 | 9  | 6  | 7  | 29 | 26 | +3  |             |
| 6.  | Casale          | 23  | 22 | 7  | 9  | 6  | 23 | 17 | +6  |             |
| 7.  | Internazionale  | 21  | 22 | 8  | 5  | 9  | 33 | 37 | -4  |             |
| 7.  | Virtus Bologna  | 21  | 22 | 8  | 5  | 9  | 15 | 22 | -7  |             |
| 9.  | Mantova         | 18  | 22 | 6  | 6  | 10 | 18 | 27 | -9  | Descendido  |
| 10. | U.S. Torinese   | 16  | 22 | 6  | 4  | 12 | 23 | 41 | -18 | Descendido  |
| 11. | Petrarca Padova | 15  | 22 | 6  | 3  | 13 | 20 | 51 | -31 | Descendido  |
| 12. | Speranza Savona | 5   | 22 | 0  | 5  | 17 | 10 | 57 | -47 | Descendido  |

##### Resultados
|                | Casale | Hellas VR | Internazionale | Mantova | Petrarca | Pisa | Pro Vercelli | Sampierd. | Speranza SA | Torino | US Torinese | Virtus BO |
| -------------- | ------ | --------- | -------------- | ------- | -------- | ---- | ------------ | --------- | ----------- | ------ | ----------- | --------- |
| Casale         |        | 3-0       | 1-0            | 1-0     | 4-0      | 0-0  | 0-1          | 0-0       | 3-0         | 1-1    | 1-0         | 2-0       |
| Hellas VR      | 1-1    |           | 0-2            | 2-0     | 2-1      | 1-2  | 0-0          | 1-1       | 3-1         | 1-0    | 3-0         | 1-0       |
| Internazionale | 1-1    | 3-2       |                | 2-3     | 4-0      | 2-0  | 1-5          | 4-2       | 3-0         | 2-2    | 1-0         | 0-2       |
| Mantova        | 0-0    | 1-1       | 1-1            |         | 2-0      | 3-1  | 1-2          | 1-0       | 1-0         | 0-2    | 1-1         | 0-0       |
| Petrarca       | 2-2    | 2-3       | 3-1            | 1-0     |          | 2-1  | 0-6          | 0-0       | 2-1         | 0-2    | 3-1         | 1-2       |
| Pisa           | 2-2    | 0-2       | 2-2            | 4-1     | 2-0      |      | 2-1          | 5-0       | 7-1         | 2-1    | 3-0         | 1-0       |
| Pro Vercelli   | 3-0    | 2-1       | 1-0            | 1-0     | 2-0      | 3-1  |              | 1-0       | 3-0         | 2-1    | 5-0         | 1-1       |
| Sampierd.      | 2-0    | 2-0       | 3-1            | 3-1     | 4-1      | 2-0  | 3-2          |           | 6-0         | 1-0    | 2-0         | 3-1       |
| Speranza SA    | 0-0    | 1-3       | 0-0            | 1-1     | 0-1      | 2-4  | 0-3          | 0-2       |             | 0-2    | 1-1         | 0-0       |
| Torino         | 1-0    | 1-1       | 6-0            | 3-0     | 8-0      | 6-1  | 2-0          | 2-0       | 8-0         |        | 6-0         | 3-0       |
| US Torinese    | 2-1    | 1-1       | 3-2            | 0-1     | 4-1      | 0-2  | 1-3          | 1-0       | 3-2         | 1-1    |             | 4-0       |
| Virtus BO      | 1-0    | 2-0       | 0-1            | 1-0     | 0-0      | 2-1  | 0-2          | 1-1       | 1-0         | 0-1    | 1-0         |           |

#### Grupo B

##### Clasificación
|     | Equipo       | Pts | PJ | PG | PE | PP | GF | GC | +/- | Comentarios               |
| --- | ------------ | --- | -- | -- | -- | -- | -- | -- | --- | ------------------------- |
| 1.  | Genoa        | 39  | 22 | 17 | 5  | 0  | 61 | 18 | +43 | Clasificado               |
| 2.  | Legnano      | 32  | 22 | 13 | 6  | 3  | 37 | 19 | +18 |                           |
| 3.  | Bologna FC   | 27  | 22 | 11 | 5  | 6  | 66 | 21 | +45 |                           |
| 4.  | Milan        | 26  | 22 | 8  | 10 | 4  | 32 | 28 | 4   |                           |
| 5.  | Juventus     | 25  | 22 | 10 | 5  | 7  | 31 | 21 | +10 |                           |
| 6.  | Cremonese    | 24  | 22 | 10 | 4  | 8  | 28 | 25 | +3  |                           |
| 6.  | Modena       | 24  | 22 | 10 | 4  | 8  | 24 | 23 | +1  |                           |
| 8.  | Spezia       | 19  | 22 | 5  | 9  | 8  | 20 | 29 | -9  | Desempate por el descenso |
| 8.  | Derthona     | 19  | 22 | 6  | 7  | 9  | 29 | 31 | -2  | Desempate por el descenso |
| 10. | Rivarolese   | 18  | 22 | 7  | 4  | 11 | 28 | 49 | -21 | Descendido                |
| 11. | Esperia Como | 6   | 22 | 1  | 4  | 17 | 11 | 49 | -38 | Descendido                |
| 12. | Udinese      | 5   | 22 | 1  | 3  | 18 | 14 | 68 | -54 | Descendido                |

##### Resultados
|            | Bologna FC | Cremonese | Derthona | Esperia CO | Genoa | Juventus | Legnano | Milan | Modena | Rivarolese | Spezia | Udinese |
| ---------- | ---------- | --------- | -------- | ---------- | ----- | -------- | ------- | ----- | ------ | ---------- | ------ | ------- |
| Bologna FC |            | 3-0       | 2-2      | 5-0        | 1-2   | 4-1      | 5-1     | 0-2   | 2-0    | 6-0        | 5-0    | 14-0    |
| Cremonese  | 1-1        |           | 2-0      | 3-0        | 1-2   | 1-0      | 0-2     | 0-1   | 0-0    | 4-0        | 2-0    | 1-0     |
| Derthona   | 1-1        | 0-2       |          | 3-1        | 1-3   | 1-2      | 1-1     | 0-0   | 1-0    | 3-1        | 0-1    | 5-0     |
| Esperia CO | 2-4        | 0-2       | 0-4      |            | 2-8   | 0-1      | 0-1     | 1-4   | 0-1    | 1-2        | 0-0    | 3-2     |
| Genoa      | 2-1        | 2-0       | 3-1      | 0-0        |       | 2-1      | 1-1     | 4-1   | 3-2    | 5-1        | 1-1    | 6-0     |
| Juventus   | 2-2        | 3-1       | 2-0      | 1-0        | 1-1   |          | 1-0     | 2-2   | 4-0    | 5-0        | 0-0    | 2-0     |
| Legnano    | 1-0        | 4-0       | 1-1      | 2-0        | 1-1   | 3-2      |         | 1-1   | 3-0    | 3-2        | 2-1    | 3-1     |
| Milan      | 0-8        | 2-1       | 1-1      | 1-1        | 1-3   | 0-0      | 1-0     |       | 1-0    | 4-0        | 0-0    | 1-1     |
| Modena     | 2-0        | 1-1       | 1-0      | 2-0        | 1-2   | 1-0      | 0-0     | 1-1   |        | 3-1        | 2-0    | 2-0     |
| Rivarolese | 0-0        | 2-3       | 4-1      | 2-0        | 0-4   | 2-0      | 0-2     | 1-1   | 2-0    |            | 2-2    | 3-1     |
| Spezia     | 2-1        | 0-1       | 1-1      | 0-0        | 0-4   | 1-0      | 0-2     | 2-1   | 2-3    | 0-0        |        | 5-0     |
| Udinese    | 0-1        | 2-2       | 1-2      | 1-0        | 0-1   | 0-1      | 1-3     | 1-6   | 0-2    | 1-3        | 2-2    |         |

##### Desempate por el descenso
Jugado el 1 de julio de 1923 en Génova.
| Equipo 1 | Resultado | Equipo 2 |
| -------- | --------- | -------- |
| Derthona | 0-0       | Spezia   |

Repetitción
Jugado el 8 de julio de 1923 en Génova.
| Equipo 1 | Resultado | Equipo 2 |
| -------- | --------- | -------- |
| Derthona | 2-3       | Spezia   |

#### Grupo C

##### Clasificación
|     | Equipo         | Pts | PJ | PG | PE | PP | GF | GC | +/- | Comentarios                    |
| --- | -------------- | --- | -- | -- | -- | -- | -- | -- | --- | ------------------------------ |
| 1.  | Padova         | 32  | 22 | 14 | 4  | 4  | 47 | 21 | +26 | Desempate por la clasificación |
| 1.  | Alessandria    | 32  | 22 | 14 | 4  | 4  | 34 | 14 | +20 | Desempate por la clasificación |
| 3.  | Livorno        | 30  | 22 | 13 | 4  | 5  | 43 | 19 | +24 |                                |
| 3.  | S.P.A.L.       | 30  | 22 | 12 | 6  | 4  | 37 | 15 | +22 |                                |
| 5.  | Novara         | 26  | 22 | 12 | 2  | 8  | 41 | 24 | +17 |                                |
| 6.  | Andrea Doria   | 24  | 22 | 9  | 6  | 7  | 40 | 29 | +11 |                                |
| 7.  | Brescia        | 20  | 22 | 8  | 4  | 10 | 34 | 28 | +6  |                                |
| 8.  | Novese         | 19  | 22 | 5  | 9  | 8  | 26 | 32 | -6  |                                |
| 9.  | Lucchese       | 16  | 22 | 6  | 4  | 12 | 24 | 55 | -31 | Descendido                     |
| 10. | U.S. Milanese  | 14  | 22 | 3  | 8  | 11 | 23 | 43 | -20 | Descendido                     |
| 11. | Pastore Torino | 11  | 22 | 4  | 3  | 15 | 16 | 53 | -37 | Descendido                     |
| 12. | Savona         | 10  | 22 | 3  | 4  | 15 | 14 | 46 | -32 | Descendido                     |

##### Resultados
- Tenga en cuenta que los equipos locales se leen por el lado izquierdo, mientras que los equipos visitantes se indican en la parte superior.

|             | Alessandria | A. Doria | Brescia | Livorno | Lucchese | Novara | Novese | Padova | Pastore | Savona | Spal | US Milanese |
| ----------- | ----------- | -------- | ------- | ------- | -------- | ------ | ------ | ------ | ------- | ------ | ---- | ----------- |
| Alessandria |             | 3-0      | 1-0     | 3-0     | 3-0      | 2-1    | 2-0    | 0-1    | 1-0     | 2-0    | 2-1  | 1-1         |
| A. Doria    | 1-1         |          | 2-1     | 1-1     | 4-0      | 2-1    | 3-1    | 1-1    | 6-0     | 6-0    | 1-0  | 3-1         |
| Brescia     | 1-1         | 0-0      |         | 2-1     | 4-0      | 2-0    | 3-1    | 1-2    | 2-0     | 1-0    | 2-2  | 4-0         |
| Livorno     | 2-0         | 2-0      | 4-1     |         | 8-0      | 2-1    | 3-0    | 2-1    | 3-0     | 2-1    | 1-0  | 5-0         |
| Lucchese    | 0-2         | 2-2      | 1-0     | 0-1     |          | 1-2    | 1-1    | 3-0    | 2-0     | 3-1    | 2-2  | 2-0         |
| Novara      | 2-3         | 7-0      | 1-0     | 2-0     | 3-1      |        | 4-1    | 2-0    | 4-1     | 3-0    | 1-1  | 1-0         |
| Novese      | 0-2         | 1-0      | 0-0     | 1-1     | 4-1      | 2-0    |        | 1-2    | 3-1     | 1-2    | 1-1  | 2-2         |
| Padova      | 1-0         | 2-1      | 2-1     | 1-1     | 6-1      | 2-1    | 2-2    |        | 11-1    | 3-1    | 1-1  | 2-0         |
| Pastore     | 1-1         | 2-0      | 4-1     | 1-3     | 1-2      | 0-1    | 0-2    | 0-2    |         | 1-0    | 1-0  | 0-0         |
| Savona      | 0-1         | 0-5      | 0-7     | 1-0     | 1-1      | 2-2    | 0-0    | 0-2    | 3-0     |        | 0-1  | 1-1         |
| Spal        | 1-0         | 2-1      | 3-0     | 2-0     | 5-0      | 1-0    | 1-1    | 1-0    | 4-0     | 2-0    |      | 3-0         |
| US Milanese | 1-3         | 1-1      | 3-1     | 1-1     | 5-1      | 1-2    | 1-1    | 0-3    | 2-2     | 2-1    | 1-3  |             |

##### Desempate por la clasificación
Jugado el 2 de julio de 1923 en Milán.
| Equipo 1    | Resultado | Equipo 2 |
| ----------- | --------- | -------- |
| Alessandria | 1-2       | Padova   |

Padova clasificado.

### Ronda final

#### Clasificación
|    | Equipo       | Pts | PJ | PG | PE | PP | GF | GC | +/- | Comentarios                     |
| -- | ------------ | --- | -- | -- | -- | -- | -- | -- | --- | ------------------------------- |
| 1. | Genoa        | 7   | 4  | 3  | 1  | 0  | 8  | 2  | +6  | Clasificado a la Final Nacional |
| 2. | Pro Vercelli | 3   | 4  | 1  | 1  | 2  | 5  | 5  | 0   |                                 |
| 3. | Padova       | 2   | 4  | 1  | 0  | 3  | 4  | 10 | -6  |                                 |

#### Resultados
|              | Genoa | Padova | Pro Vercelli |
| ------------ | ----- | ------ | ------------ |
| Genoa        |       | 3-1    | 1-0          |
| Padova       | 0-3   |        | 3-1          |
| Pro Vercelli | 1-1   | 3-0    |              |

## Zona sur

### Clasificaciones

#### Las Marcas
Anconitana era el único participante y clasificó a las semifinales directamente.

#### Lazio

##### Clasificación
|    | Equipo         | Pts | PJ | PG | PE | PP | GF | GC | +/- | Comentarios  |
| -- | -------------- | --- | -- | -- | -- | -- | -- | -- | --- | ------------ |
| 1. | Lazio          | 17  | 10 | 8  | 1  | 1  | 30 | 14 | +16 | Clasificados |
| 2. | Alba Roma      | 15  | 10 | 7  | 1  | 2  | 42 | 13 | +29 | Clasificados |
| 3. | Fortitudo Roma | 11  | 10 | 5  | 1  | 4  | 20 | 18 | +2  |              |
| 4. | U.S. Romana    | 7   | 10 | 3  | 1  | 6  | 12 | 21 | -9  |              |
| 5. | Juventus Audax | 6   | 10 | 3  | 0  | 7  | 14 | 31 | -17 |              |
| 6. | Roman          | 4   | 10 | 2  | 0  | 8  | 7  | 28 | -21 | Descendido   |

##### Resultados
- Tenga en cuenta que los equipos locales se leen por el lado izquierdo, mientras que los equipos visitantes se indican en la parte superior.

|            | Alba | Fortitudo | Juv. Audax | Lazio | Roman | US Romana |
| ---------- | ---- | --------- | ---------- | ----- | ----- | --------- |
| Alba       |      | 3-1       | 11-0       | 2-7   | 4-1   | 3-0       |
| Fortitudo  | 3-2  |           | 3-1        | 0-3   | 2-0   | 2-2       |
| Juv. Audax | 0-2  | 2-5       |            | 2-3   | 3-1   | 3-2       |
| Lazio      | 0-0  | 3-1       | 3-2        |       | 2-0   | 4-1       |
| Roman      | 1-10 | 0-3       | 1-0        | 2-3   |       | 0-1       |
| US Romana  | 0-5  | 2-0       | 0-1        | 4-2   | 0-1   |           |

#### Campania

##### Clasificación
|    | Equipo      | Pts | PJ | PG | PE | PP | GF | GC | +/- | Comentarios  |
| -- | ----------- | --- | -- | -- | -- | -- | -- | -- | --- | ------------ |
| 1. | Savoia      | 15  | 8  | 7  | 1  | 0  | 26 | 6  | +20 | Clasificados |
| 2. | Internaples | 11  | 8  | 5  | 1  | 2  | 8  | 4  | +4  | Clasificados |
| 3. | Stabia      | 8   | 8  | 4  | 0  | 4  | 12 | 11 | +1  |              |
| 4. | Cavese      | 6   | 8  | 3  | 0  | 5  | 11 | 19 | -8  |              |
| 5. | Bagnolese   | 0   | 8  | 0  | 0  | 8  | 1  | 18 | -17 |              |

##### Resultados
|             | Bagnolese | Cavese | Internaples | Savoia | Stabia |
| ----------- | --------- | ------ | ----------- | ------ | ------ |
| Bagnolese   |           | 0-1    | 0-2         | 0-2    | 0-2    |
| Cavese      | 2-0       |        | 0-1         | 1-4    | 2-4    |
| Internaples | 1-0       | 1-2    |             | 0-0    | 1-0    |
| Savoia      | 6-1       | 7-2    | 2-0         |        | 4-2    |
| Stabia      | 2-0       | 2-1    | 0-2         | 0-1    |        |

#### Apulia

##### Clasificación
|    | Equipo             | Pts | PJ | PG | PE | PP | GF | GC | +/- | Comentarios  |
| -- | ------------------ | --- | -- | -- | -- | -- | -- | -- | --- | ------------ |
| 1. | Pro Italia Taranto | 13  | 8  | 6  | 1  | 1  | 25 | 7  | +18 | Clasificados |
| 2. | Ideale Bari        | 12  | 8  | 6  | 0  | 2  | 19 | 8  | +11 | Clasificados |
| 3. | Audace Taranto     | 9   | 8  | 3  | 3  | 2  | 15 | 11 | +4  |              |
| 4. | Liberty Bari       | 5   | 8  | 2  | 1  | 5  | 10 | 18 | -8  |              |
| 5. | Lecce              | 1   | 8  | 0  | 1  | 7  | 7  | 32 | -25 | Descendido   |

##### Resultados
|            | Audace TA | Ideale | Lecce | Liberty | Pro Italia |
| ---------- | --------- | ------ | ----- | ------- | ---------- |
| Audace TA  |           | 1-0    | 4-0   | 1-1     | 2-2        |
| Ideale     | 3-0       |        | 7-0   | 1-0     | 1-0        |
| Lecce      | 2-2       | 2-4    |       | 1-4     | 1-4        |
| Liberty    | 1-4       | 1-3    | 2-0   |         | 1-4        |
| Pro Italia | 2-1       | 4-0    | 5-1   | 4-0     |            |

#### Sicilia
Previamente se realizó un torneo siciliano sin la autorización de la FIGC, pero fue declarado nulo.

##### Clasificación
|    | Equipo           | Pts | PJ | PG | PE | PP | GF | GC | +/- | Comentarios |
| -- | ---------------- | --- | -- | -- | -- | -- | -- | -- | --- | ----------- |
| 1. | Libertas Palermo | 4   | 2  | 2  | 0  | 0  | 3  | 0  | +3  | Clasificado |
| 2. | Mesina           | 2   | 2  | 1  | 0  | 1  | 2  | 1  | +1  |             |
| 3. | Palermo          | 0   | 2  | 0  | 0  | 2  | 0  | 4  | -4  |             |

##### Resultados
| Equipo 1         | Resultado | Equipo 2 |
| ---------------- | --------- | -------- |
| Libertas Palermo | 1-0       | Mesina   |
| Libertas Palermo | 2-0       | Palermo  |
| Mesina           | 2-0       | Palermo  |

### Semifinales

#### Grupo A
Pro Italia Taranto debió retirase por falta de jugadores. La mayoría eran militares y no les fue permitido jugar. 

##### Clasificación
|    | Equipo             | Pts | PJ | PG | PE | PP | GF | GC | +/- | Comentarios |
| -- | ------------------ | --- | -- | -- | -- | -- | -- | -- | --- | ----------- |
| 1. | Savoia             | 10  | 6  | 4  | 2  | 0  | 11 | 3  | +8  | Clasificado |
| 2. | Alba Roma          | 7   | 6  | 3  | 1  | 2  | 8  | 5  | +3  |             |
| 2. | Anconitana         | 7   | 6  | 3  | 1  | 2  | 10 | 9  | +1  |             |
| 4. | Pro Italia Taranto | 0   | 6  | 0  | 0  | 6  | 0  | 12 | -12 | Retirado    |

##### Resultados
|            | Alba | Anconitana | Pro Italia | Savoia |
| ---------- | ---- | ---------- | ---------- | ------ |
| Alba       |      | 4-1        | 2-0        | 0-0    |
| Anconitana | 2-0  |            | 2-0        | 0-2    |
| Pro Italia | 0-2  | 0-2        |            | 0-2    |
| Savoia     | 2-0  | 3-3        | 2-0        |        |

#### Grupo B

##### Clasificación
|    | Equipo           | Pts | PJ | PG | PE | PP | GF | GC | +/- | Comentarios |
| -- | ---------------- | --- | -- | -- | -- | -- | -- | -- | --- | ----------- |
| 1. | Lazio            | 12  | 6  | 6  | 0  | 0  | 29 | 4  | +25 | Clasificado |
| 2. | Ideale Bari      | 8   | 6  | 4  | 0  | 2  | 8  | 11 | -3  |             |
| 3. | Libertas Palermo | 4   | 6  | 2  | 0  | 4  | 10 | 20 | -10 |             |
| 4. | Internaples      | 0   | 6  | 0  | 0  | 6  | 2  | 14 | -12 |             |

##### Resultados
|             | Ideale | Internaples | Lazio | Libertas PA |
| ----------- | ------ | ----------- | ----- | ----------- |
| Ideale      |        | 1-0         | 0-3   | 3-2         |
| Internaples | 0-2    |             | 0-3   | 1-2         |
| Lazio       | 6-0    | 4-0         |       | 10-2        |
| Libertas PA | 0-2    | 2-1         | 2-3   |             |

### Final
| Equipo 1 | Agr. | Equipo 2 | Ida | Vuelta |
| -------- | ---- | -------- | --- | ------ |
| Savoia   | 2-7  | Lazio    | 3-3 | 1-4    |

Lazio clasificado a la Final Nacional.

## Final Nacional
| Equipo 1 | Agr. | Equipo 2 | Ida | Vuelta |
| -------- | ---- | -------- | --- | ------ |
| Genoa    | 6-1  | Lazio    | 4-1 | 2-0    |

|           |
| Campeón   |
| Genoa     |
| 8º título |